# متیل‌منیزیم کلرید
متیل‌منیزیم کلرید (به انگلیسی: Methylmagnesium chloride) با فرمول شیمیایی CH۳MgCl یک ترکیب شیمیایی است. که جرم مولی آن ۷۴٫۷۹ g/mol می‌باشد. 